# Apsarasa atramenta
Apsarasa atramenta är en fjärilsart som beskrevs av George Francis Hampson 1910. Apsarasa atramenta ingår i släktet Apsarasa och familjen nattflyn. Inga underarter finns listade i Catalogue of Life.